# Don’t Leave Me This Way
Don’t Leave Me This Way ist ein Disco-Song von Harold Melvin and the Blue Notes aus dem Jahr 1975, der von Kenny Gamble, Leon Huff und Cary Gilbert geschrieben und von ersteren produziert wurde. Ursprünglich war das Lied ein Bonustrack des Albums Wake Up Everybody, doch durch den Erfolg der Version von Thelma Houston entschieden sich Harold Melvin and the Blue Notes für die Veröffentlichung als Single und unterlagen dennoch dem Erfolg des Covers.

## Kommerzieller Erfolg

### Chartplatzierungen
| ChartsChartplatzierungen     | Höchstplatzierung | Wochen |
| ---------------------------- | ----------------- | ------ |
| Deutschland (GfK)            | 44 (1 Wo.)        | 1      |
| Vereinigtes Königreich (OCC) | 5 (10 Wo.)        | 10     |

### Auszeichnungen für Musikverkäufe
| Land/Region                  | Auszeichnungen für Musikverkäufe (Land/Region, Auszeichnung, Verkäufe) | Verkäufe |
| ---------------------------- | ---------------------------------------------------------------------- | -------- |
| Vereinigtes Königreich (BPI) | Silber                                                                 | 250.000  |
| Insgesamt                    | 1× Silber ·                                                            | 250.000  |

## Coverversion von Thelma Houston
1976 veröffentlichte Thelma Houston ihre Version des Liedes, die auf dem Album Any Way You Like It erschien und Soundtrack des Filmes Auf der Suche nach Mr. Goodbar ist. Dem Labelchef Berry Gordy von Motown Records nach war die Aufnahme des Covers ursprünglich mit Diana Ross geplant. Als Studiomusiker wurden James Gadson (als Drummer), Henry E. Davis (an der Bassgitarre) und John Barnes (als Keyboarder) verpflichtet. Die Veröffentlichung war am 2. Dezember 1976 und in den Vereinigten Staaten und Südafrika wurde der Disco-Song ein Nummer-eins-Hit.
Nachdem das Album Any Way You Like It in Umlauf gekommen war, erschien eine Record-Pool-Version des Songs, die sich vor allem in Diskotheken an Beliebtheit erfreute. Bei den Grammy Awards 1978 gewann Houston mit dem Song in der Kategorie „Beste weibliche Gesangsdarbietung – R&B“. Während der 1980er und 1990er Jahre wurde die Houston-Version zum inoffiziellen Titelsong der HIV-Infizierten in der Homosexuellenszene in den Vereinigten Staaten. 1994 wurde eine Kunstausstellung in der National Gallery of Australia mit dem Titel Don’t Leave Me This Way – Kunst im AIDS-Zeitalter eröffnet, zudem folgte eine 246-seitige Abhandlung. 1995 erschien ein Remix des Covers, der in Großbritannien ein Top-40-Erfolg wurde.

### Chartplatzierungen
| ChartsChartplatzierungen       | Höchstplatzierung | Wochen |
| ------------------------------ | ----------------- | ------ |
| Deutschland (GfK)              | 5 (23 Wo.)        | 23     |
| Österreich (Ö3)                | 18 (8 Wo.)        | 8      |
| Vereinigte Staaten (Billboard) | 1 (24 Wo.)        | 24     |
| Vereinigtes Königreich (OCC)   | 13 (8 Wo.)        | 8      |

| ChartsJahrescharts (1977)      | Platzierung |
| ------------------------------ | ----------- |
| Vereinigte Staaten (Billboard) | 7           |

### Auszeichnungen für Musikverkäufe
| Land/Region | Auszeichnungen für Musikverkäufe (Land/Region, Auszeichnung, Verkäufe) | Verkäufe |
| ----------- | ---------------------------------------------------------------------- | -------- |
| Kanada (MC) | Gold                                                                   | 75.000   |
| Insgesamt   | 1× Gold ·                                                              | 75.000   |

## Coverversion von den Communards
1986 nahmen die Communards eine weitere Version des Liedes auf, die auf dem Album Communards zu finden ist und in Großbritannien mit einer Goldenen Schallplatte ausgezeichnet wurde. Als Gastsängerin konnte Sarah Jane Morris gewonnen werden. Nach einer Umfrage in Großbritannien im Jahr 2015 wurde das Cover auf Platz 16 der Lieblingssongs der 1980er Jahre in Großbritannien  auf ITV. Zur Auflösung des Greater London Council in Großbritannien wurde das Cover als Abschiedshymne verwendet. Das Stück wurde im August 1986 veröffentlicht und in Großbritannien, Irland, Niederlanden und Belgien ein Nummer-eins-Hit.

### Chartplatzierungen
| ChartsChartplatzierungen       | Höchstplatzierung | Wochen |
| ------------------------------ | ----------------- | ------ |
| Deutschland (GfK)              | 5 (18 Wo.)        | 18     |
| Österreich (Ö3)                | 19 (8 Wo.)        | 8      |
| Schweiz (IFPI)                 | 2 (14 Wo.)        | 14     |
| Vereinigte Staaten (Billboard) | 40 (13 Wo.)       | 13     |
| Vereinigtes Königreich (OCC)   | 1 (16 Wo.)        | 16     |

| ChartsJahrescharts (1986) | Platzierung |
| ------------------------- | ----------- |
| Deutschland (GfK)         | 71          |

### Auszeichnungen für Musikverkäufe
| Land/Region                  | Auszeichnungen für Musikverkäufe (Land/Region, Auszeichnung, Verkäufe) | Verkäufe |
| ---------------------------- | ---------------------------------------------------------------------- | -------- |
| Frankreich (SNEP)            | Silber                                                                 | 250.000  |
| Niederlande (NVPI)           | Platin                                                                 | 100.000  |
| Spanien (Promusicae)         | Gold                                                                   | 30.000   |
| Vereinigtes Königreich (BPI) | Platin                                                                 | 600.000  |
| Insgesamt                    | 1× Silber · 1× Gold · 2× Platin ·                                      | 980.000  |

## Weitere Coverversionen
- 1977: Sylvie Vartan (Ne pars pas comme ça – Französische Liveversion)
- 1979: London Symphony Orchestra
- 1983: Slip; produziert von Tess Teiges
- 1987: Saragossa Band
- 1992: Giorgio Moroder
- 1995: GZA (Labels)
- 2000: Sheena Easton
- 2001: Nicole Kidman feat. Ewan McGregor (Elephant Love Medley)
- 2001: Jive Bunny & the Mastermixers (Ultimate 80s Party)
- 2003: Gina G
- 2004: Gerard Joling
- 2005: Die Jungen Tenöre (Geh’ nicht vorbei)
- 2006: The Temptations
- 2010: Jason Donovan
- 2016: Marquess (No me dejes así)
- 2017: Bakermat (Baby)